# Armas Lindgren

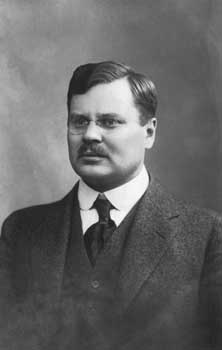
Armas Lindgren

Armas Eliel Lindgren, född 28 november 1874 i Tavastehus, död 3 oktober 1929 i Köpenhamn, var en finländsk arkitekt. Han var med och grundade arkitektbyrån Gesellius-Lindgren-Saarinen år 1896 och bidrog tillsammans med Herman Gesellius och Eliel Saarinen till genombrottet för en finländsk, nationell arkitektur.

## Biografi

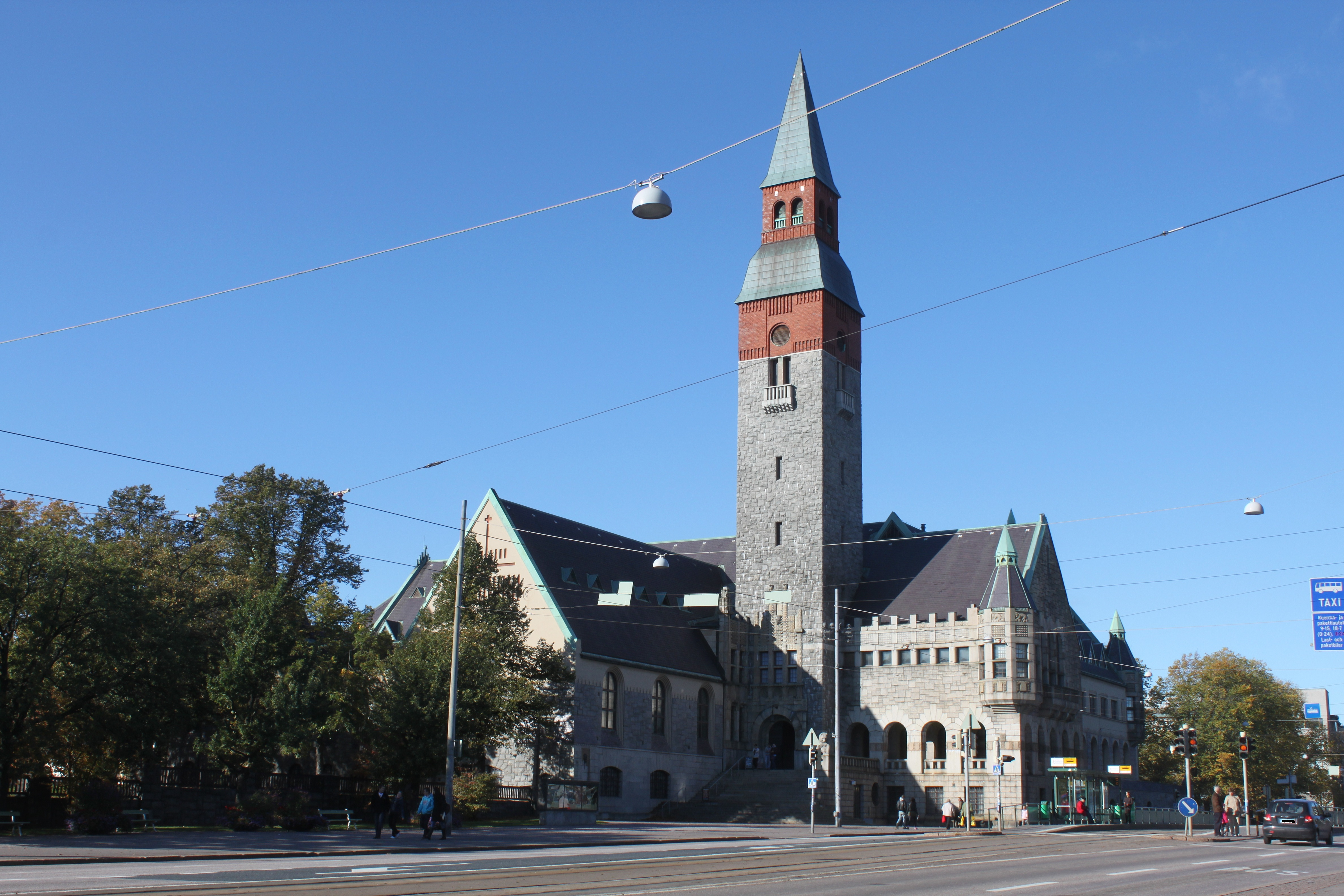
Finlands nationalmuseum

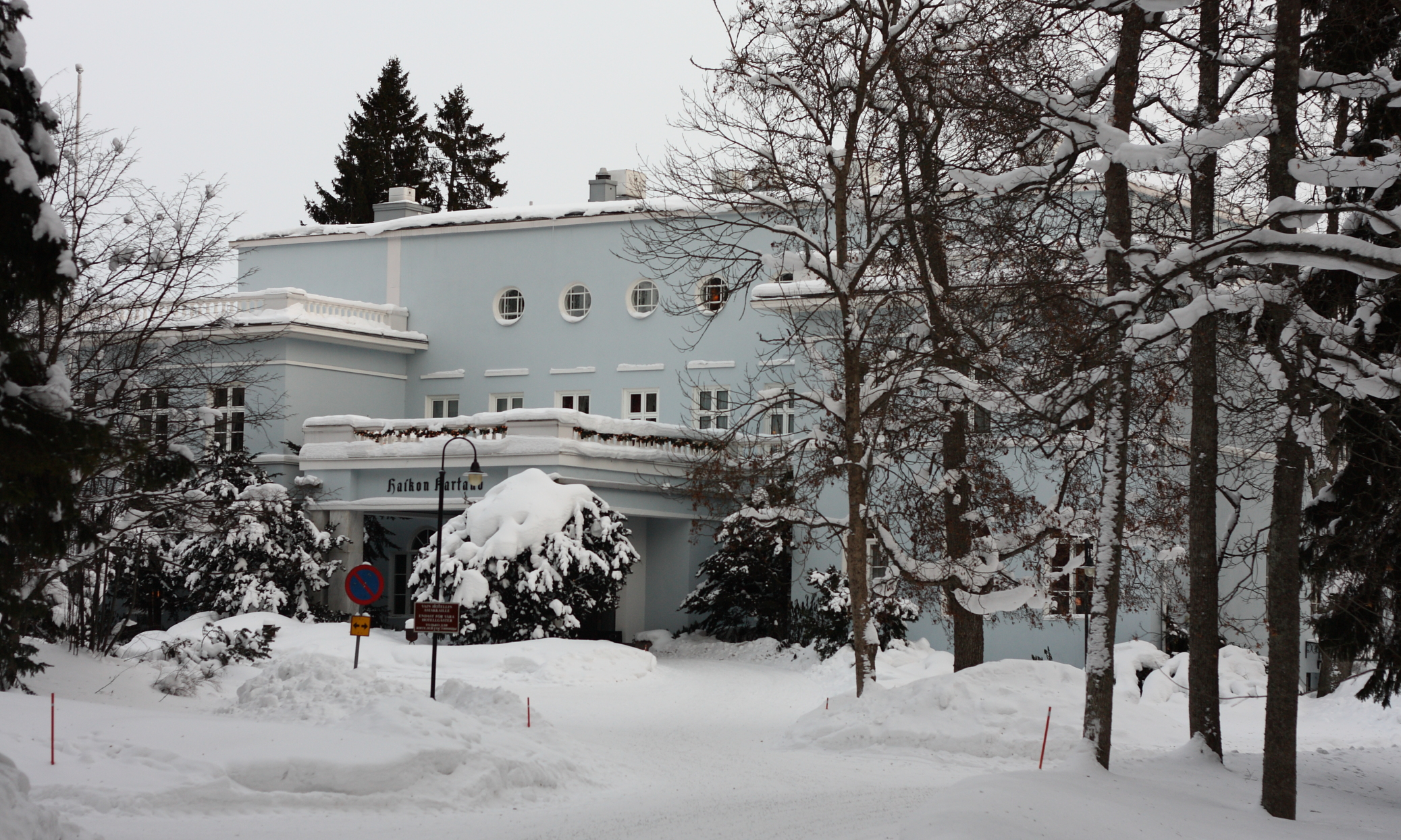
Haiko gård, 1913

Lindgren studerade på Polytekniska institutet i Helsingfors och arbetade under studietiden för arkitekterna Josef Stenbäck och Gustaf Nyström. Han blev färdig arkitekt 1897. År 1919 utsågs han till professor.
Armas Lindgren firade redan som student en stor framgång då han tillsammans med Herman Gesellius och Eliel Saarinen vann arkitekttävlingen för kommerserådet Julius Tallbergs bostadshus på Skatudden i Helsingfors. Nu grundades arkitektkontoret Gesellius-Lindgren-Saarinen som firade stora framgångar i Finland och internationellt. 1898 deltog de i en arkitekturtävling för Finlands paviljong på världsutställningen i Paris år 1900. De vann tävlingen med sitt nationalromantiska bidrag. Den slottslika paviljongen som var dekorerad med nationalromantiska motiv och Akseli Gallen-Kallelas fresker fick en enorm uppmärksamhet. Konstruktionen blev en vägvisare för den nationalromantiska inriktningen och beställningar strömmade in till arkitektbyrån. Arkitekttrions gemensamma arbeten hör till de bästa nationalromantiska arbetena i Finland. Bland dessa finns försäkringsbolaget Pohjolas kontor (1901) och Finlands nationalmuseum (1905–10) i Helsingfors, Suur-Merijoki herrgård i Viborgs landskommun (1904, förstördes i kriget), samt deras gemensamma ateljé Hvitträsk (1902) i Kyrkslätt. Byrån planerade också flera bostadshus i Helsingfors samt utvecklade nationalromantiska inredningar, speciellt för Suur-Merijoki och Hvitträsk, som i dag är museum. Arkitekttrion splittrades år 1905.
Åren 1902–12 var Lindgren den första konstnärliga chefen vid Centralskolan för konstflit, från 1913 som ordförande. Efter kompanjonskapets upplösning byggde Lindgren bland annat teatern Vanemuine och Sakala studenthus i Tartu, Tallinns operahus i Tallinn, Nya studentföreningshuset i Helsingfors, ett flertal kyrkor på landsbygden, fabriksbyggnader med mera. Lindgren ledde även restaureringarna av Åbo och Viborgs domkyrkor.
Lindgren hade en egen arkitektbyrå 1908–29. Från 1916 arbetade han tillsammans med Bertel Liljequist. Lindgren var intresserad av byggnadsskydd och han tog kraftigt ställning för att man skulle bevara trähusen i Gamla Raumo. I dag är de listade som världsarv. År 1907 blev han delägare och drivande kraft i villastaden i Brändö. Aktiebolaget Brändö Villastad, som spelade stor roll för öns utveckling, beställde ritningarna för radhusområdet Ribbingshof av Lars Sonck och Armas Lindgren 1915. Ribbingshof är det äldsta radhusområdet i Finland.
Armas Lindgren är begravd på Brändö begravningsplats i Helsingfors.

## Verk under egen byrå
- Håkansböle gårds nya huvudbyggnad i Vanda (1905)
- Luthers fanér- och möbelfabriks klubbhus, Tallinn i Estland (1905)
- Försäkringsbolaget Suomis hus i Helsingfors (1911)
- Nya studenthuset i Helsingfors (1912)
- Haiko gård (1913)
- Estlands nationalopera i Tallinn (1913), tillsammans med Wivi Lönn
- Försäkringsbolaget Kalevas hus i Helsingfors (1911–14)
- Ribbingshof, Helsingfors (1916–17)
- Brändö begravningskapell, Helsingfors (1927)
- Kuusankoski kyrka (1929)
- Kexholms lutherska kyrka (1929–30)

## Bilder

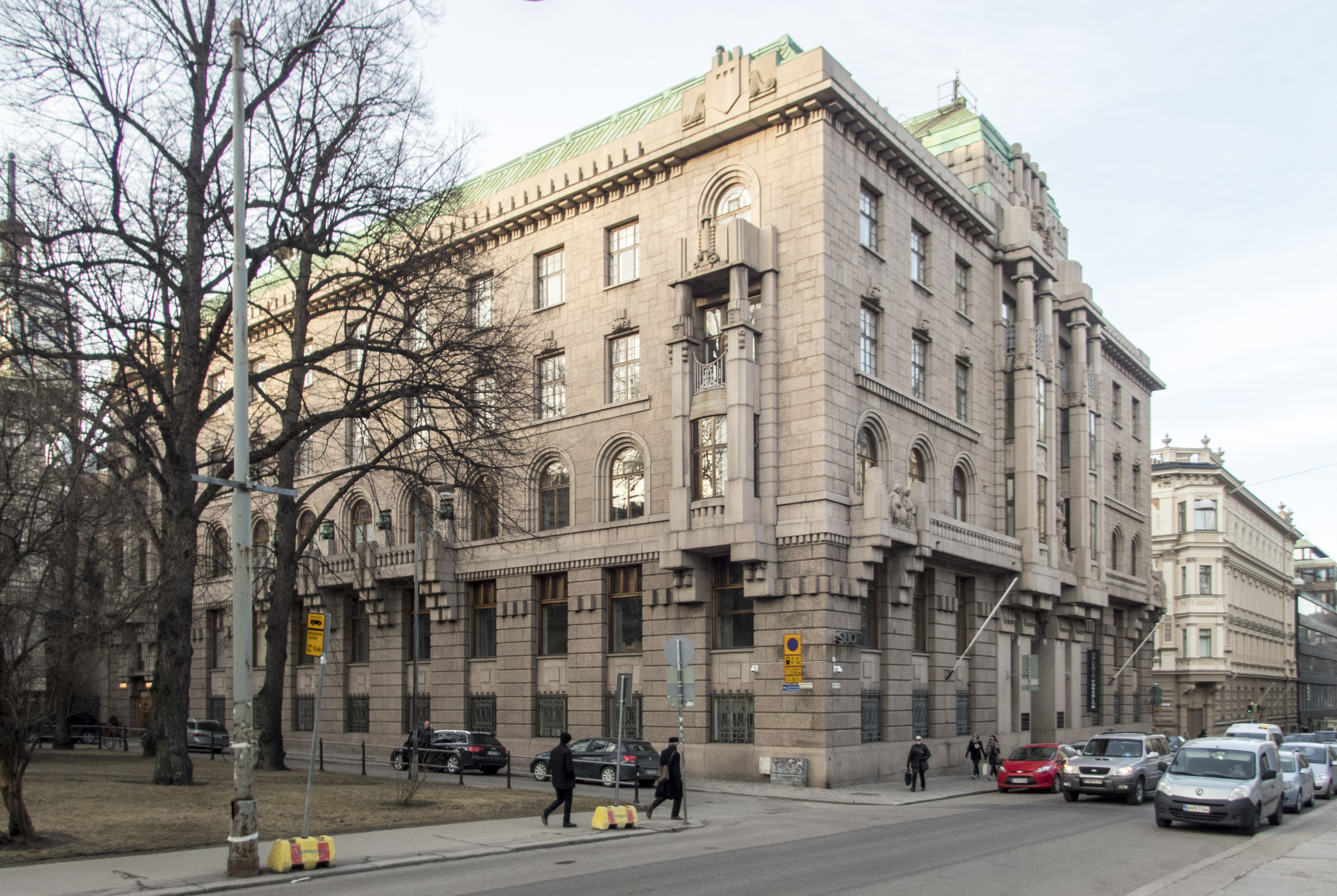
Försäkringsbolaget Suomis hus
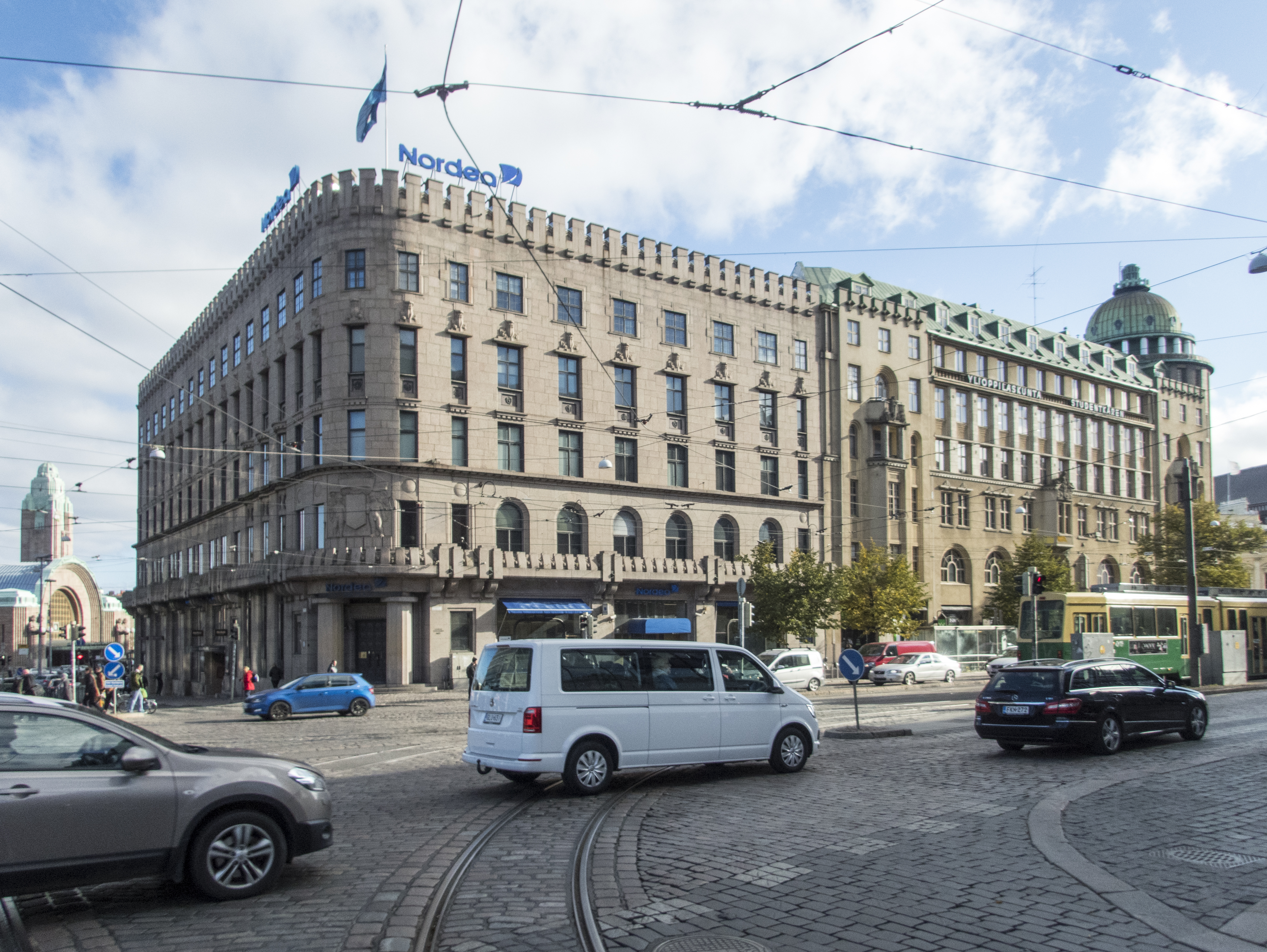
Kalevas hus (t.v.) & Nya Studenthuset (t.h.)
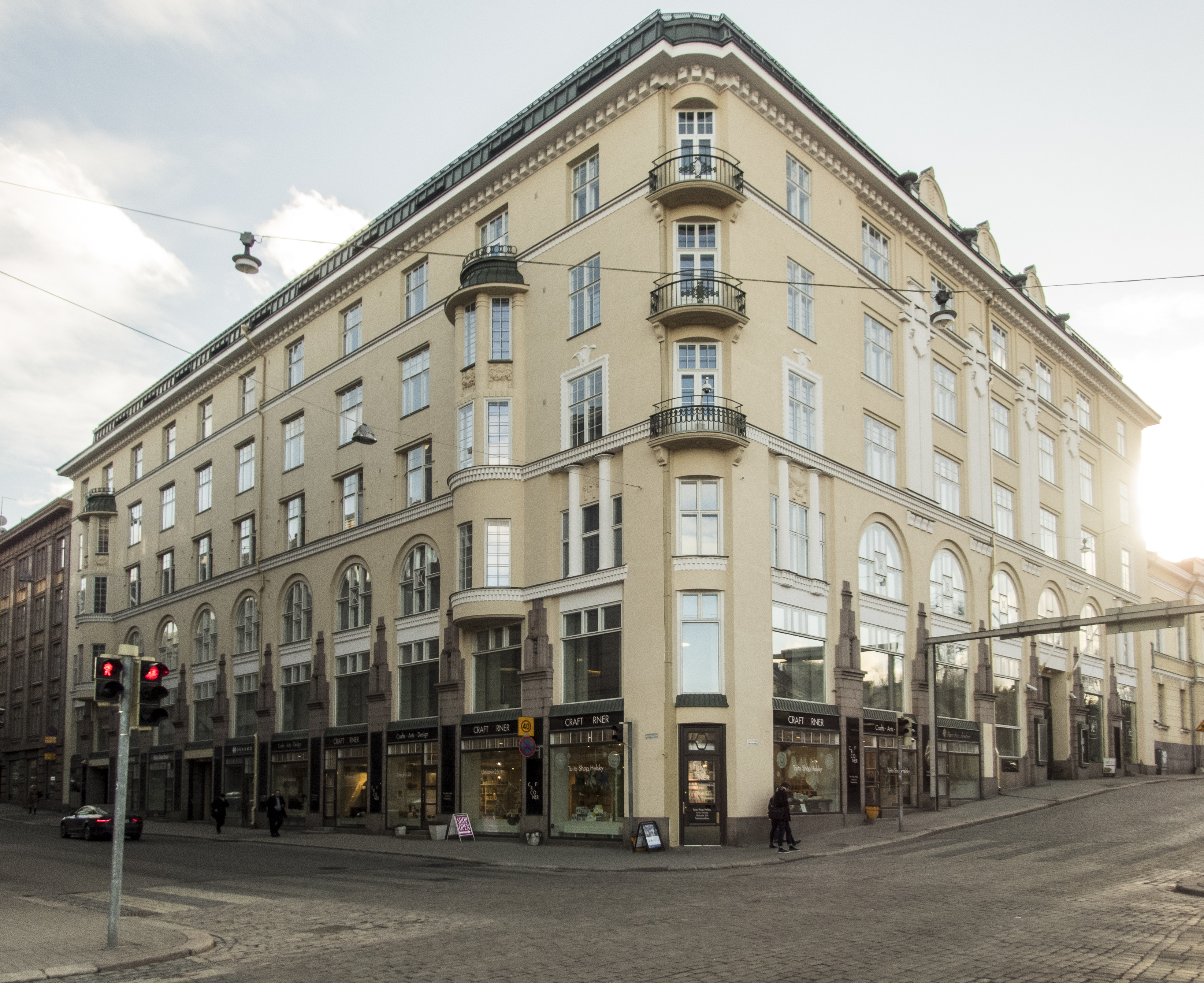
Unionsgatan 26, Helsingfors
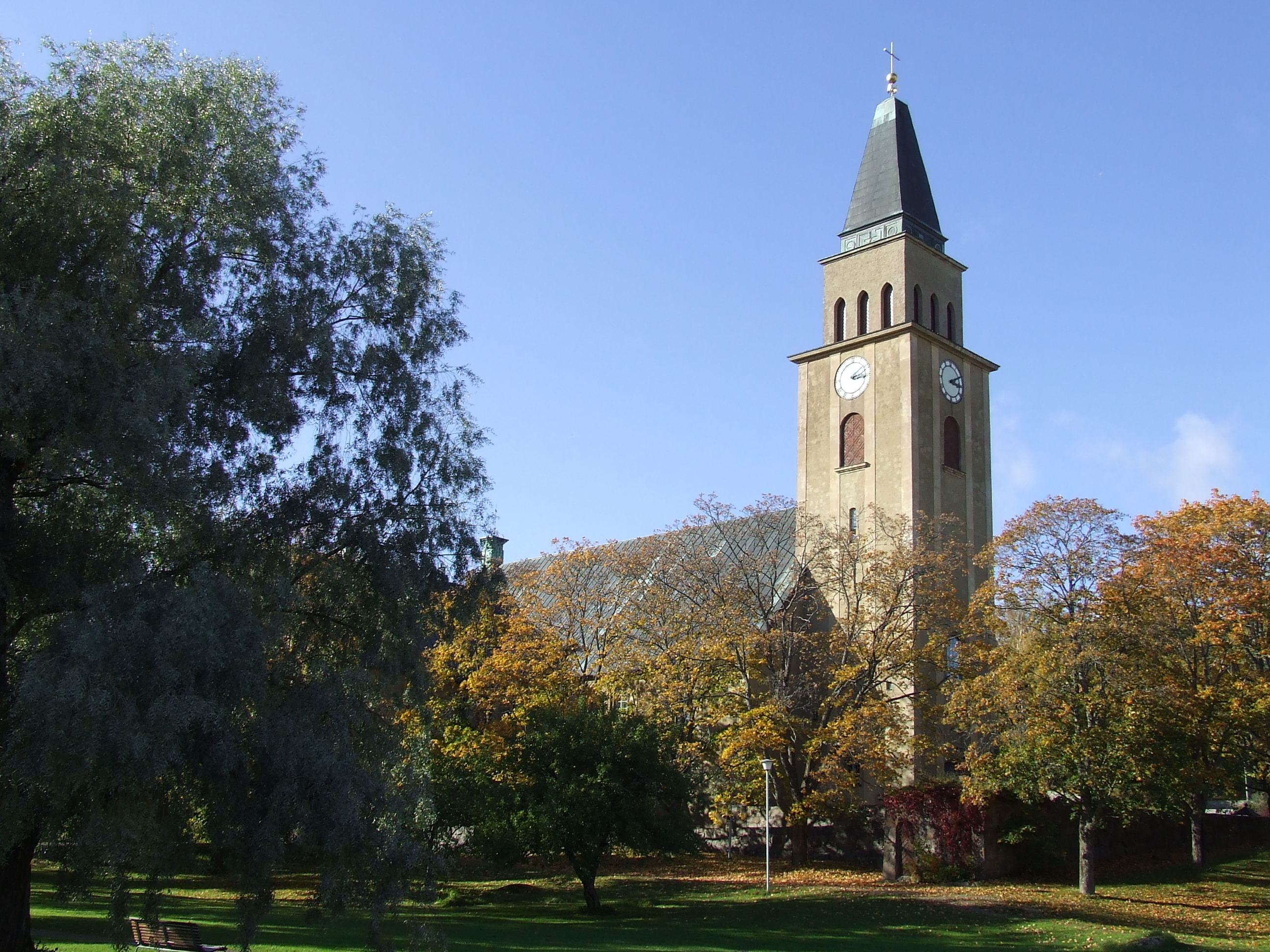
Kuusankoski kyrka
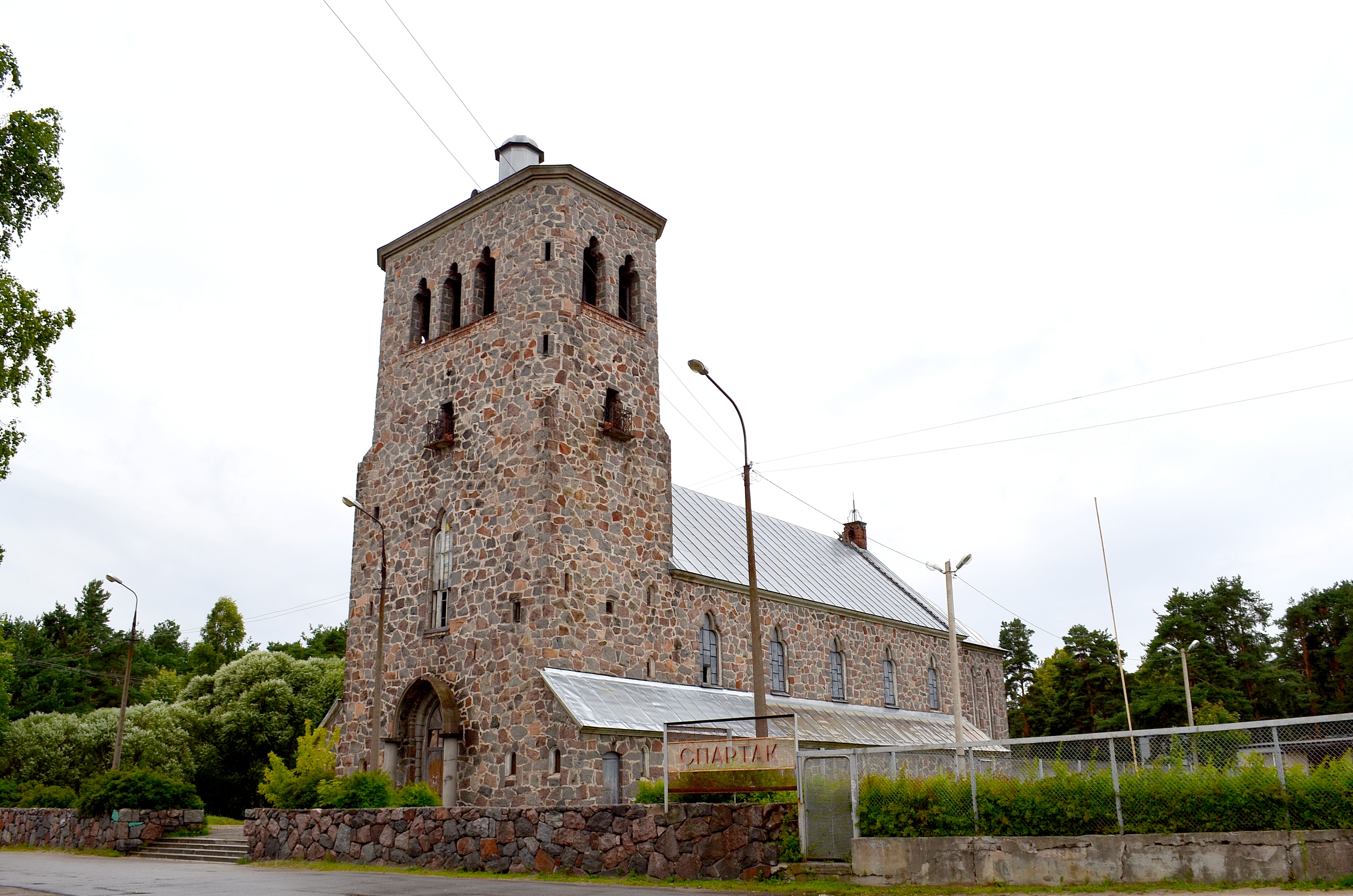
Kexholms lutherska kyrka

## Utmärkelser
- Kommendörstecknet av Finlands Vita Ros’ orden[6]

[Redigera Wikidata]